# Ріхард Жемлічка
Ріхард Жемлічка (чеськ. Richard Žemlička; нар. 13 квітня 1964, Прага, Чехословаччина) — чехословацький та чеський хокеїст і тренер, який протягом багатьох років виступав за клуб «Спарта» (Прага). У 15 сезонах, він зіграв 634 гри, в яких він набрав 565 очок.

## Ігрова кар'єра
Ріхард почав свою кар'єру в молодіжному складі празької «Спарти», в сезоні 1986/87 років дебютував в чехословацької лізі. У драфті НХЛ обраний в дев'ятому раунді під номером 185 «Едмонтон Ойлерс‎», але до 1992 року грав за празьку «Спарту». Потім він переїхав до фінського ТПС з Турку, де провів 15 матчів та набрав 14 очок (5 + 9). Другу половину сезону 1992/93 відіграв у «Фрайбурзі», команді німецької бундесліги (50 матчів 28 шайб закинув та зробив 34 передачі). З 1993 по 1996 грав за німецькі клуби «Айсберен Берлін‎» і «Лужицькі лиси» (Вайсвассер), після чого повернувся до «Спарти».
З «Спартою», він став чемпіоном Чехії в 2000 і 2002 роках. У 2001 році увійшов до команди «Усіх зірок» Кубка Шпенглера. Сезон 2002/03 виявився не дуже вдалим, він вирішив переїхати до клубу «Літвінов». Рік потому, він перебрався до словацької екстраліги в «Попрад», де закінчив свою кар'єру на початку 2006 року.
Після завершення кар'єри гравця, він працює тренером з молодіжним складом «Спарти». У жовтні 2008 року його светр під номером 13 був закріплений клубом та символічно піднятий до стелі «Тесла Арена».

## Виступи за збірну
Ріхард у складі збірної Чехословаччини виступав на Зимових Олімпійських іграх у 1992 році, Кубок Канади в 1991 році і на чемпіонат світу в 1991 і 1992 роках. У 1993, 1994, 1995 і 1997 роках виступав за збірну Чехії.

## Кар'єра тренера
З початку 2009/10 сезону Жемлічка тренер команди «Бероунські ведміді», що виступає в першій лізі чемпіонату Чехії та є фарм-клубом празької «Спарти».

## Нагороди та досягнення
- Бронзовий медаліст чемпіонатів світу 1991, 1993 і 1997 років.
- Бронзова медаль 1992 року на зимових Олімпійських іграх в Альбервілі.
- Чемпіон Чехії 2000 та 2002 років.